# دعابة عرقية

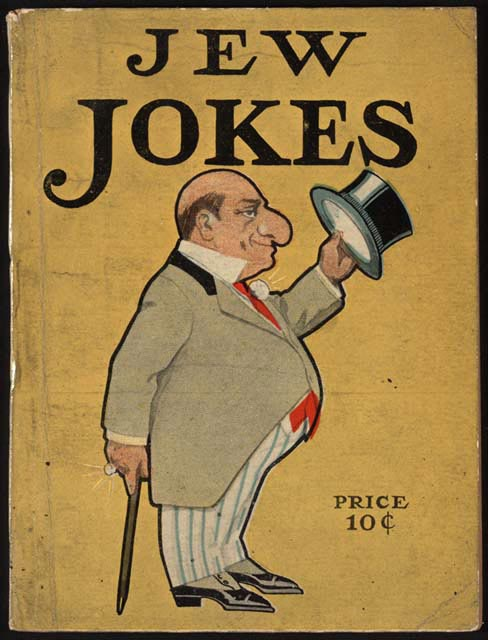
كتاب دعابات أمريكي عن اليهود في عام 1908

تُعتبر الدعابة العرقية (بالإنكليزية: ethnic joke) تعليقاً بداعي الفكاهة على مجموعة إثنية، أو عرقية أو ثقافية ما، غالباً ما يشير بصميمه لصورة نمطية تخصّها.
وتتضارب المفاهيم حول الدعابات العرقية، فقد يجدها البعض عنصرية ومهينة، بينما تُعتبر التعلقيات الفكاهية الساخرة من عرق الشخص المُلقي ذاته مقبولة أحياناً، ولكن كريستي ديفيس يُعارض فكرة وجود دعابة عرقية غير مؤذية على الإطلاق، إذ يعتقد أن هكذا دعابات تعزز النمطيات العرقية وقد تؤدي أحياناً لدعوات إلى العنف.
كما قد يكون الأذى المُدرك للمجموعة العرقية المقصودة كبيراً، كما عندما شاعت الدعابات البولندية كثيراً في سبعينيات القرن العشرين لدرجة أن وزارة الشؤون الخارجية لبولندا قاربت وزارة الخارجية الأمريكية للشكوى منها.

## النظريات الأكاديمية للفكاهة العرقية
تسعى نظرية الفكاهة العرقية السائدة والأكثر شيوعاً لاكتشاف العادات الاجتماعية المنتظمة في تقاليد الدعابات والنوادر لبلدان مختلفة من خلال وصف سياق تلك الدعابات، وقد عرض البروفيسور كريستي ديفيس، مؤلف هذه النظرية، حججها الأساسية في مقاله «الدعابات العِرقية، والقيم الأخلاقية والحدود الاجتماعية»، المنشور عام 1982، وتستند مقاربته إلى كتاب فيكتور راسكن «نظرية النص الدلالي للفكاهة» المنشور عام 1985، أو على وجه التحديد، إلى الحجج المتقابلة فيما يتعلق بالفكاهة العِرقية.
وبينما يكتفي راسكن بوصف الحجج المتقابلة الرئيسية مع تقديم أمثلة عليها (أغلبها من الدعابة اليهودية)، يستكشف ديفيس بالمقابل الحالات التي تنطبق عليها النصوص، فعلى سبيل المثال، اكتشف أن الثنائي المتضاد الأشيع (الذكاء/الغباء)، ينطبق تحت شروط معينّة في الواقع الاجتماعي المعني بمجموعتين عِرقيتين.
وقد خمّن دافيس في أفرودته المنشورة عام 1990 أن الدعابات في كل بلد (أو نطاق ثقافي ولغوي متجانس إلى حد معقول) تُوجّه لأهداف معيّنة بداعي السخرية، تتمثل في الأشخاص الكامنين على حواف أمة ذاك البلد أو النطاق، والذين يعتبرونهم أفراد الغالبية المركزية غامضين ثقافياً، كما من الأرجح أن يكونوا أُناساً بسطاء أو مهاجرين يبحثون عن عمل يدوي غير ذي وجاهة ولا يتطلب مهارةً، وغالباً ما يتشابهون إلى حد كبير مع مُلقي تلك الدعابات أنفسهم، ويشاركونهم الخلية الثقافية ذاتها، أو قد يتحدثون حتى بلغة متشابهة أو متطابقة.
فحسب ديفيس، تتمركز الدعابات الإثنية حول ثلاثة أنماط رئيسية، وهي الغباء، والدهاء، والسلوك الجنسي، علماً أن المذكور قد ظهر عام 2010 في الفيلم الوثائقي بولاك، متحرياً مصدر الدعابة البولندية.
في المقابل يصف إل. بيري كورتس في تفحّصه الفكاهة العرقية الموجّهة للإيرلنديين في إنكلترا الفيكتوريّة الانحدار الذي قد تتعرض له الدعابة العِرقية والصورة النمطية المرافقة لها مع انحدار هدفهما لتصويرات سلوكيات عنيفة، فيقول: «لقد أثار فضولي تحوّل بادي –وهو شخصية تعبّر عن الصورة النمطية للإيرلنديين الكلت– في الرسوم المصوّرة من فلّاح بدائي ساذج أو بسيط إلى رجل منحط، ينطوي على القتل والغيظ.» 
ورغم ذلك، يشير صموئيل شميدت إلى أن الدعابات العِرقية قد تكون كذلك نمطاً من المقاومة الاجتماعية، وبالتالي يستهدف بها ملقي الدعابات أولئك الذين يرونهم كمعتدين، مثل الدعابات المتعددة التي نُشرت في المكسيك عن الأمريكيين (ويدعونهم أيضاً بالغرينغو).